# Emile Gosselin
Emile Gosselin (* 17. November 1921 in Löwen; † 13. März 1982 in Ostende) war ein belgischer Bahnradsportler.
Von 1938 bis 1941 wurde Emile Gosselin dreimal belgischer Meister im Sprint als Amateure und als Unabhängiger. 1941 wurde er Profi und errang in der Folge siebenmal den belgischen Meistertitel im Sprint, stand aber im Schatten seines erfolgreichen Landsmannes Jef Scherens, der siebenmal Weltmeister in dieser Disziplin war. 1943 und 1945 gewann Gosselin zudem die letzten beiden Austragungen des renommierten französische Sprint-Turniers Grand Prix de l’UVF; 1951 belegte er zudem Platz zwei beim Grand Prix du Roi in Belgien, hinter dem Australier Sid Patterson, 1942 gewann er den Grand Prix Bordeaux.
1956 trat Gosselin vom Radsport zurück und eröffnete ein Restaurant in Ostende, das er bis zu seinem Tod leitete.